# Siegfried Kreuzer
Siegfried Kreuzer (* 18. Dezember 1949 in Geboltskirchen in Oberösterreich) ist evangelischer Theologe und Universitätsprofessor für Altes Testament.

## Leben und Werk
Kreuzer studierte evangelische Theologie von 1969 bis 1975 in Wien, Zürich und in den USA. 1975 wurde er Wiss. Assistent am Institut für Alttestamentliche Wissenschaft und Biblische Archäologie an der Evang. Theol. Fakultät der Universität Wien. 
1981 promovierte er zum Dr. theol. im Fach Altes Testament. 1985 übernahm er eine Gastprofessur an der Philipps-Universität Marburg.
1987 erfolgte die Habilitation für „Alttestamentliche Wissenschaft und Biblische Archäologie“ an der Evangelisch-Theologischen Fakultät der Universität Wien und wurde er Ass. Professor.
Von 1986 bis 1991 war Kreuzer auch als Direktor der Evangelischen Religionspädagogischen Akademie (jetzt Teil der: Kirchliche Pädagogische Hochschule Wien/Krems) in Wien tätig.
Seit 1991 war er ordentlicher Professor für Altes Testament an der Kirchlichen Hochschule Wuppertal.
Von 1993 bis 2012 lehrte er auch im Fachbereich  02 Geschichte, Philosophie, Theologie (jetzt Fachbereich A Geistes- und Kulturwissenschaften) der Bergischen Universität Wuppertal.
Neben Forschungen zur Geschichte Israels und zu den Samuelbüchern liegt ein besonderer Forschungsschwerpunkt Kreuzers auf der Biblischen Textgeschichte und der Erforschung der Septuaginta. Seit 1999 arbeitete er zusammen mit den Initiatoren Martin Karrer und Wolfgang Kraus im Projekt Septuaginta-Deutsch, wo er als Koordinator und Mitherausgeber der Geschichtsbücher und als Mitorganisator der Internationalen Fachtagungen für Septuagintaforschung in Wuppertal tätig war. Zusammen mit Karrer und Kraus ist er Herausgeber des „Handbuch zur Septuaginta“/“Handbook of the Septuagint”, und Herausgeber von Band 1: „Einleitung in die Septuaginta“ (2015; englisch 2019). Seit 2012 ist Kreuzer Herausgeber des „Journal of Septuagint and Cognate Studies“ und Mitherausgeber der Reihe „Septuagint and Cognate Studies“. 
Seit 2015 ist er emeritiert und lebt in der Nähe von Wien in Österreich.

## Mitgliedschaft in Institutionen
Kreuzer war Mitglied der Prüfungskommission für das Erste Theologische Examen und im Ausschuss für Aus- und Weiterbildung der Evangelischen Kirche im Rheinland.
Er ist Mitglied in verschiedenen wissenschaftlichen Organisationen. Wiederholt war er Prorektor und Rektor der Kirchlichen Hochschule Wuppertal/Bethel.

## Ehrungen und Auszeichnungen
- 1989: Kardinal-Innitzer-Förderungspreis für Theologie

## Veröffentlichungen (in Auswahl)
- Der lebendige Gott. Bedeutung, Herkunft und Entwicklung einer alttestamentlichen Gottesbezeichnung, Kohlhammer: Stuttgart 1983, ISBN 978-3-17-007909-0.
- Die Frühgeschichte Israels in Bekenntnis und Verkündigung des Alten Testaments, de Gruyter: Berlin-Boston 1989.
- zus. mit Dieter Vieweger, Friedhelm Hartenstein, Jutta Hausmann, Wilhelm Pratscher: Proseminar I. Altes Testament. Ein Arbeitsbuch, W. Kohlhammer: Stuttgart 1999, 2. Auflage 2005 = 3. Auflage 2019, ISBN 978-3170332775.
- Geschichte, Sprache und Text. Studien zum Alten Testament und seiner Umwelt, de Gruyter: Berlin-Boston 2015, ISBN 978-3-11-041735-7.
- (Hg.) Einleitung in die Septuaginta, Gütersloher Verlagshaus: Gütersloh 2016, ISBN 9783579081007; engl.: Introduction to the Septuagint, Baylor University Press: Waco, TX, 2019, ISBN 9781481311465.
- The Bible in Greek. Translation, Transmission, and Theology of the Septuagint, Septuagint and Cognate Studies 63, SBL Press: Atlanta, GA, 2015, ISBN 978-0884140948.
- Artikel im Biographisch-Bibliographischen Kirchenlexikon (BBKL) und im  Wissenschaftlichen Internet Bibellexikon.